# Hispaniolai pivi
A hispaniolai pivi (Contopus hispaniolensis) a madarak (Aves) osztályának verébalakúak (Passeriformes) rendjébe és a királygébicsfélék (Tyrannidae) családjába tartozó faj.

## Rendszerezése
A fajt Henry Bryant amerikai ornitológus írta le 1867-ben, a Tyrannula nembe Tyrannula carriboea [sic] var. hispaniolensis néven.

## Alfajai
- Contopus hispaniolensis hispaniolensis (H. Bryant, 1867)
- Contopus hispaniolensis tacitus (Wetmore, 1928)[2]

## Előfordulása
Hispaniola szigetén, Haiti és a Dominikai Köztársaság területén honos. A természetes élőhelye szubtrópusi és trópusi síkvidéki és hegyi esőerdők, lombhullató erdők, valamint ültetvények és vidéki kertek. Állandó, nem vonuló faj.

## Megjelenése
Testhossza 15–16 centiméter, testtömege 11,5 gramm.
|  |

## Életmódja
Rovarokkal táplálkozik.

## Természetvédelmi helyzete
Az elterjedési területe elég nagy, egyedszáma viszont csökken, de még nem éri el a kritikus szintet. A Természetvédelmi Világszövetség Vörös listáján nem fenyegetett fajként szerepel.